# 鉛色青眼魚
鉛色青眼魚為輻鰭魚綱仙女魚目青眼魚亞目青眼魚科的一種，分布於西北大西洋美國海域，屬深海底棲性魚類，棲息在大陸棚，生活習性不明。

## 擴展閱讀
維基物種上的相關：鉛色青眼魚